# Tommaso Campanella
Tommaso Campanella, O. P. (Stilo, 5. rujna 1568. – Pariz, 21. svibnja 1639.), je bio talijanski dominikanac, filozof, teolog, astrolog i pjesnik. Kršten je imenom Giovanni Domenico Campanella.

## Životopis
Rodio se u Stilu, pokrajina Kalabrija, 5. rujna 1568. godine. Bio je sin siromašnog i nepismenog postolara te je s četrnaest godina ušao je u dominikanski red. Uzeo je ime Tommaso u čast sv. Tome Akvinskog. Kasnije je studirao teologiju i filozofiju.
U početku, postaje nezadovoljan Aristotelovim pravovjerjem te ga privlači empirizam Bernardina Telesija (1509. – 1588.), koji je naučavao da je znanje osjećaj i da sve stvari u prirodi imaju osjećaj. Godine 1588. boraveći u gradu Consezi upoznao se s djelom filozofa Bernardina Telesija, "O prirodi stvari sukladno njenim načelima" (lat. De rerum natura iuxta propriis principiis), koji je utjecao na njegov sustav razmišljanja i na osnovu kojeg je napisao svoje djelo u obranu prirodne filozofije, "Osjetilno dokazana filozofija" (lat. Philosophia sensibus demonstrata).
Godine 1590. boravio je u Napulju gdje se počeo zanimati u astrologiju, a astrološka nagađanja su postala stalna u njegovim djelima. Campanellini heterodoksni pogledi, posebno njegovo suprotstavljanje autoritetu Aristotela, doveli su ga u sukob s crkvenim vlastima. Svoje smione filozofske koncepcije širio je u Napulju, Rimu, Firenci i Bologni, zbog čega je 1594. prokazan inkviziciji kao širitelj heretičke nauke. Bio je zatvoren u samostanu do 1597. godine, kada biva pušten.
Nakon oslobođenja, Campanella se vraća u Kalabriju, gdje je optužen zbog zavjere protiv španjolske vlasti koja je u to vrijeme upravljala Napuljskim Kraljevstvom. U kolovozu 1599. je uhićen i deportiran u Napulj gdje mu se sudilo zbog hereze i pobune protiv vlasti. Campanella je proveo dvadeset i sedam godina u raznim zatvorima u Napulju te je konačno pušten na slobodu 1626. godine, na intervenciju pape Urbana VIII.
Za vrijeme zatočeništva napisao je najznačajnije radove, a njegovo glavno djelo "Grad sunca" (lat. Civitas Solis) (izvorno napisao na talijanskom 1602.), objavljeno je na latinskom u Frankfurtu (1623.) i u Parizu (1638). U tom djelu iznosi projekt idealne države, utopije te postavlja novi odnos između vjere i znanosti
Branio je Galileija u prvom procesu s djelom "Obrana Galilea" (pisano 1616., objavljeno 1622.). Nakon svoga oslobođenja odlazi u Rim gdje je pet godina bio savjetnik pape Urbana VIII., vezano za astrološka pitanja. Pred novom optužbom se sklonio u Pariz, gdje mu je utočište pružio francuski kralj Luj XIII. i kardinal Richelieu.

## Glavna djela
- Philosophia sensibus demonstrata (Osjetilno dokazana filozofija, 1590.)
- Prodromus Philosophiae instaurandae (1617.)
- De sensu rerum et magia (Osjećaj stvarnosti i magije, 1620.)
- Apologia pro Galileo mathematico (1622.)
- Realis philosophiae epilogisticae partes quatour (sadrži i Civitas Solis, Grad Sunca, 1623.)
- Metaphysica (Metafizika, 1638.)
- Philosophiae rationalis partes quinque (1638.)